# Lill-Grötselet
Lill-Grötselet är en sjö i Skellefteå kommun i Västerbotten och ingår i Rickleåns huvudavrinningsområde. Sjön har en area på 0,322 kvadratkilometer och ligger 257,3 meter över havet. Sjön avvattnas av vattendraget Sikån.

## Delavrinningsområde
Lill-Grötselet ingår i det delavrinningsområde (718005-168792) som SMHI kallar för Inloppet i Kalvträsket. Medelhöjden är 278 meter över havet och ytan är 9,14 kvadratkilometer. Räknas de 13 avrinningsområdena uppströms in blir den ackumulerade arean 142,35 kvadratkilometer. Sikån som avvattnar avrinningsområdet har biflödesordning 2, vilket innebär att vattnet flödar genom totalt 2 vattendrag innan det når havet efter 106 kilometer. Avrinningsområdet består mestadels av skog (84 procent). Avrinningsområdet har 0,32 kvadratkilometer vattenytor vilket ger det en sjöprocent på 3,5 procent.